# Hannabura alnicola
Hannabura alnicola är en insektsart som beskrevs av Matsumura 1917. Hannabura alnicola ingår i släktet Hannabura och familjen långrörsbladlöss. Inga underarter finns listade i Catalogue of Life.